# Muzeum modelů vojenské techniky
Muzeum modelů vojenské techniky (jinak též Svět modelů vojenské techniky v Třešti) je muzeum v Třešti v okrese Jihlava, umístěno je v bývalé čekárně vlakového nádraží v Třešti na ul. Antonína Dvořáka čp. 47. Muzeum bylo otevřeno 11. srpna 2012 a zřizováno je městem Třešť. Zřízeno bylo v rámci projektu DY-THA rail a modely pochází ze sbírky třešťského ornitologa a modeláře Vladimíra Balíka.

## Expozice
Expozice byla otevřena 11. srpna 2012, ve sbírce je více než 750 modelů vyrobených modelářem Vladimírem Balíkem, vystavena je však necelá polovina sbírky. Unikátnost sbírky dokládá to, že všechny modely vyrobil doktor Balík sám, rodina po jeho smrti darovala celou sbírku městu Třešť. Popis modelů pak vytvořili členové Klubu plastikových modelářů Jihlava, stejně tak členové klubu připravili panoramata a doplňkové texty k expozici. Ti také se snažili sbírku rozstřídit dle jednotlivých armád.